# Casa Masaveu
La Casa Masaveu és una obra de Castellar del Vallès (Vallès Occidental) inclosa a l'Inventari del Patrimoni Arquitectònic de Catalunya.

## Descripció
Edifici de planta quadrangular. El frontis presenta una distribució simètrica. L'eix de simetria el marca la porta d'entrada amb dues finestres a cada costat. Portes i finestres tenen el llindar de pedra. A la part inferior un sòcol de pedra recorre l'edifici. Unes motllures horitzontals reflecteixen en la façana la distribució dels pisos. Al primer pis s'obren tres finestres. Sota teulada, tres obertures rectangulars amb el marc de pedra corresponen a les golfes. L'acabament de la façana està decorada amb merlets en forma esglaonada distribuïts simètricament, un a cada vèrtex de l'edifici i dos al mig. El conjunt és d'una gran senzillesa, la forma quadrangular li confereix una imatge de cos massís.
Al jardí hi ha una torre d'aigües de maó vist de planta octogonal.